# Sint-Mauruskerk (Elsegem)

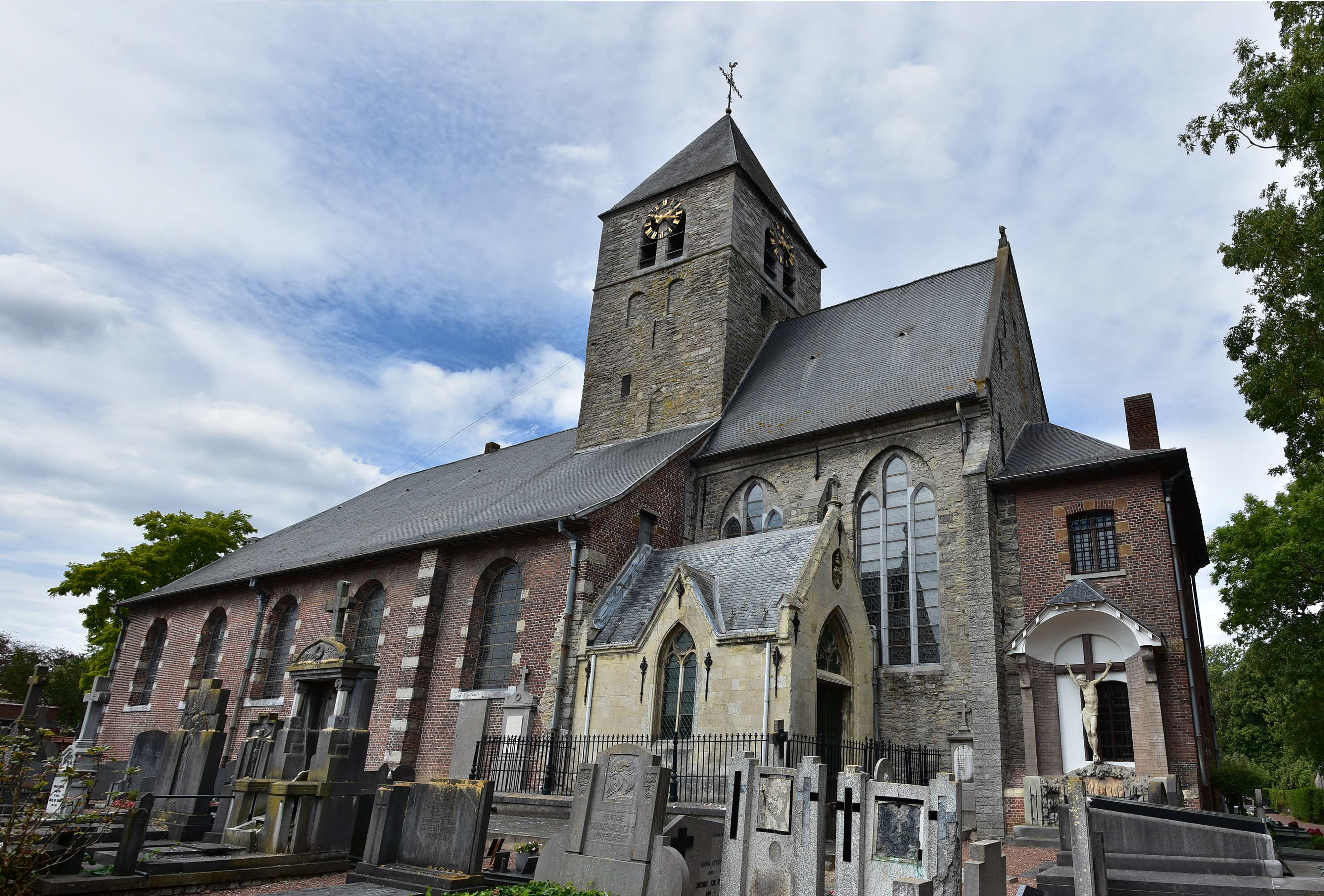
De Sint-Mauruskerk

De Sint-Mauruskerk is een kerkgebouw in de Oost-Vlaamse plaats Elsegem, een deelgemeente van Wortegem-Petegem. De kerk is toegewijd aan Maurus.

## Bouwgeschiedenis
Het gebouw werd in 1775 met financiële steun van toenmalige burgemeester A. Xavier de Ghellinck en pastoor F.J. Van Den Spieghel verbouwd tot neoclassicistische kerk met behoud van de kerktoren en het priesterkoor.
De kerk en de omgeving werd in 1980 en 2001 als monument beschermd. In de kerk bevindt zich een zeldzame 17de-eeuwse orgelkast. Bij de kerk ligt het kerkhof van Elsegem.

## Galerij

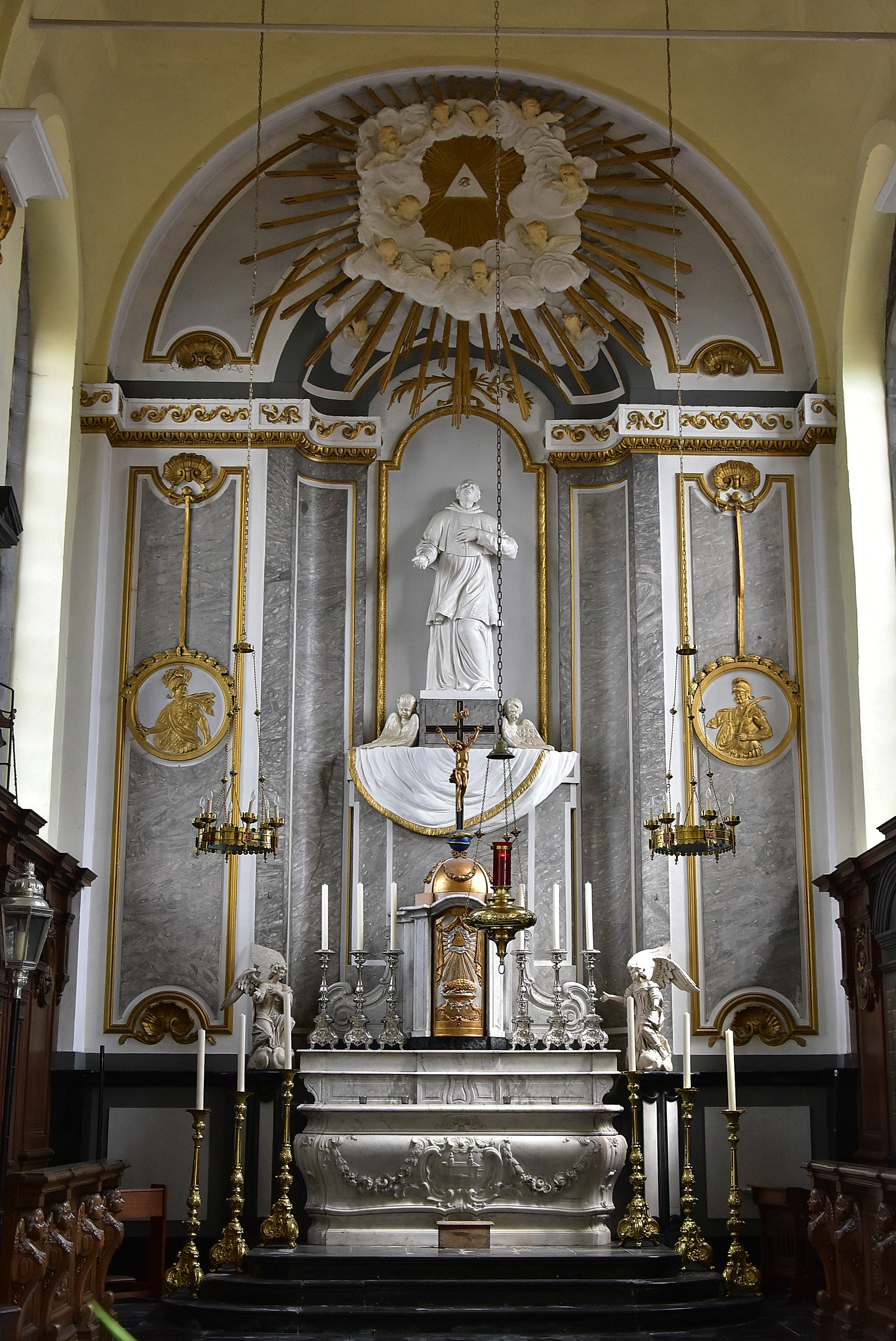
Het hoofdaltaar met de heilige Maurus
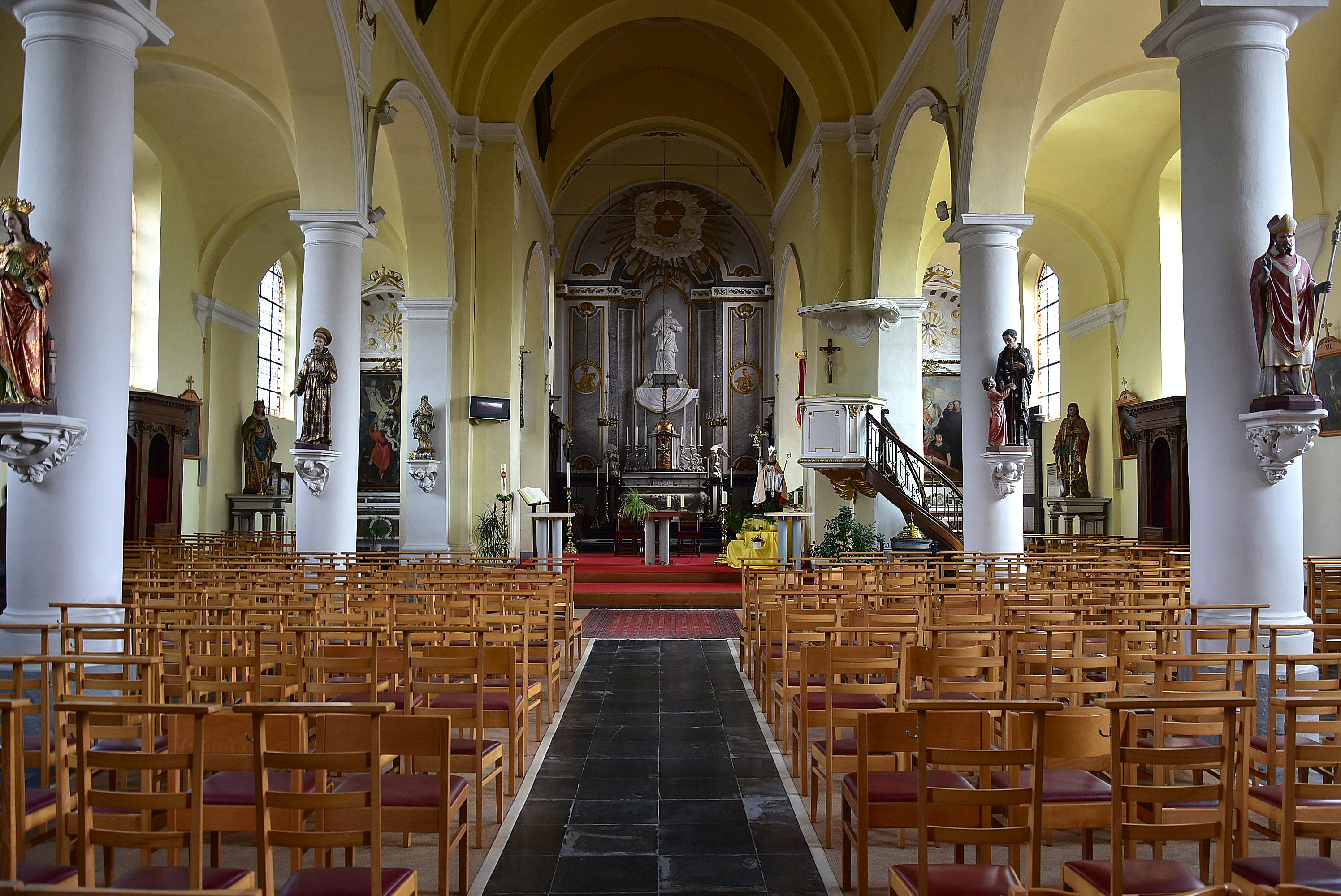
Het kerkschip
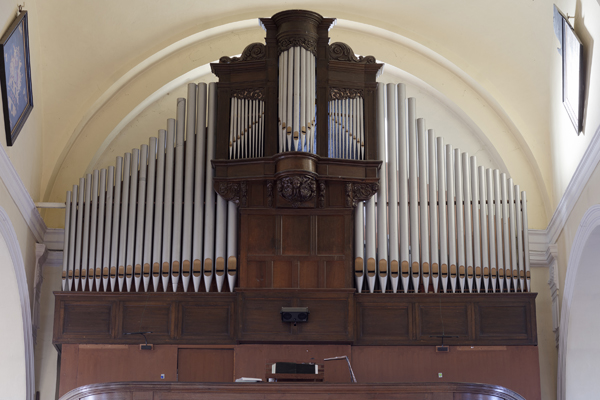
Het kerkorgel
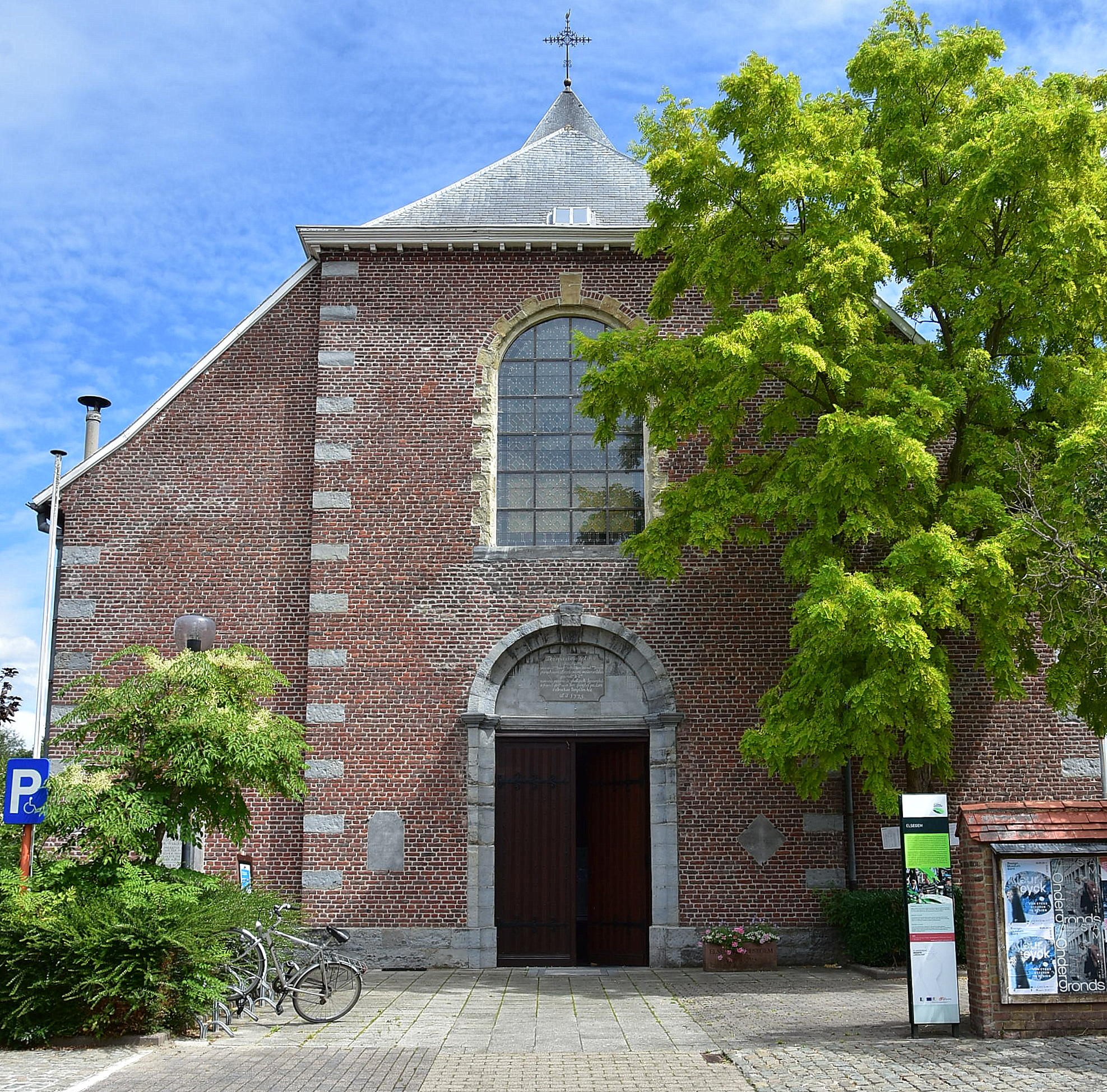
Het kerkportaal
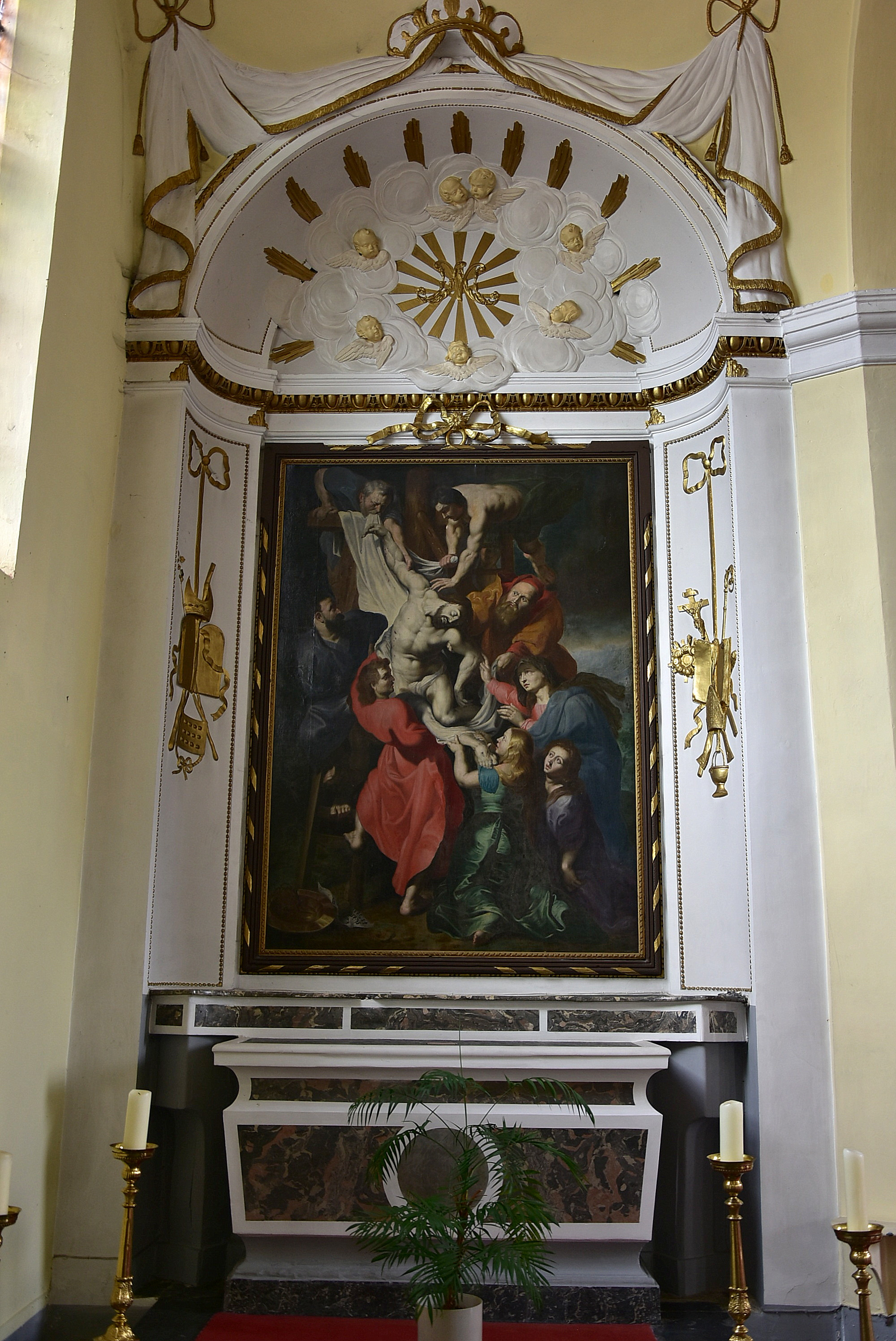
Kruisafneming, anonieme 18e-eeuwse kopie naar Peter Paul Rubens, Vlaamse School